# Крушевица (община Росоман)
 Тази статия е за тиквешкото село.  За прилепското вижте Крушевица (община Прилеп).  
Крушевица (на македонска литературна норма: Крушевица) е село в централната част на Северна Македония, община Росоман.

## География
Селото е разположено западно от Росоман.

## История
В XIX век Крушевица е българско село в нахия Неготино на Тиквешка кааза на Османската империя. Според статистиката на Васил Кънчов („Македония. Етнография и статистика“) от 1900 година селото има 554 жители, всички българи, от които 30 християни и 524 мохамедани.
Селото попада в Сърбия след Междусъюзническата война в 1913 година.
На етническата си карта от 1927 година Леонард Шулце Йена показва Крушевица (Kruševica) като смесено българо-християнско и българо-мохамеданско (помашко) село.